# Progrès (parti politique)
Pour les articles homonymes, voir Progrès (homonymie).
Le Progrès (en féroïen : Framsókn) est un parti politique libéral et pro-indépendant des îles Féroé. Le parti a été fondé le 9 mars 2011 par Poul Michelsen. Janus Rein, l'un des deux députés du parti l'a quitté en décembre 2012 et est devenu non-inscrit.

## Présidents
| Identité                         | Période   | Période   | Durée |
| Identité                         | Début     | Fin       | Durée |
| -------------------------------- | --------- | --------- | ----- |
| Poul Michelsen (en) (né en 1944) | mars 2011 | mars 2020 | 9 ans |
| Ruth Vang (d) (née en 1966)      | mars 2020 |           |       |

## Résultats électoraux

### Élections au Løgting
| Année | %   | Sièges | Gouvernement        |
| ----- | --- | ------ | ------------------- |
| 2011  | 6,3 | 2 / 33 | Opposition          |
| 2015  | 7,0 | 2 / 33 | Aksel V. Johannesen |
| 2019  | 4,6 | 2 / 33 | Opposition          |
| 2022  | 7,5 | 3 / 33 |                     |

### Élections au Parlement du Danemark
| Année | %   | Sièges |
| ----- | --- | ------ |
| 2015  | 3,2 | 0 / 2  |
| 2019  | 2,5 | 0 / 2  |
| 2022  | 3,4 | 0 / 2  |